# Нагардзе
Нагардзе (тиб. སྣ་དཀར་རྩེ་རྫོང, Вайли: sna dkar rtse rdzong, кит. упр. 浪卡子县, пиньинь Làngkǎzǐ xiàn, палл. Ланкацзы сянь) — уезд в городском округе Шаньнань, Тибетский автономный район, КНР.

## История
В 1960 году были созданы уезды Нагардзе и Далонг, вошедшие в состав Специального района Гьянгдзе (江孜专区). В 1962 году они были переданы в состав Специального района Шаньнань, при этом уезд Далонг был присоединён к уезду Нагардзе.

## Административное деление
Уезд делится на 2 посёлка и 8 волостей:
- Посёлок Нагардзе (浪卡子镇)
- Посёлок Далонг (打隆镇)
- Волость Зангда (张达乡)
- Волость Гонгбуше (工布学乡)
- Волость Доче (多却乡)
- Волость Пумаджангтан (普马江塘乡)
- Волость Аджа (阿扎乡)
- Волость Калонг (卡龙乡)
- Волость Байди (白地乡)
- Волость Каре (卡热乡)